# Lone Star (pel·lícula de 1952)
 Lone Star és una pel·lícula estatunidenca dirigida per Vincent Sherman, estrenada el 1952, protagonitzada per Clark Gable, Ava Gardner, Broderick Crawford, Ed Begley, i Lionel Barrymore en el paper del President Andrew Jackson. Destacar la primera (sense sortir als crèdits) actuació de George Hamilton, aleshores amb tretze anys, actuant al costat de Barrymore en el paper del criat de Jackson.
La pel·lícula es considera tant un western com romàntica, rodada a Texas.team of Dean Martin and Jerry Lewis and released by Paramount Pictures.

## Argument
Basada en fets històrics, narra la història del general i futur president dels Estats Units Andrew Jackson (Lionel Barrymore), que, preocupat per la derrota del moviment texà procliu a la unió dels estats, envia al ramader Deveraux Burke (Clark Gable) perquè negociï la unió de Texas amb la Unió i contraresti els esforços de Tom Gradden, polític ambiciós. Però quan s'enamora de la bellíssima xicota i periodista patriota (Ava Gardner) de Thomas Garden (Broderick Crawford) les coses comencen a complicar-se.

## Repartiment
- Clark Gable: Devereaux Burke
- Ava Gardner: Martha Ronda
- Broderick Crawford: Thomas Craden
- Lionel Barrymore: Andrew Jackson
- Beulah Bondi: Minniver Bryan
- Ed Begley: Anthony Demmet
- William Farnum: Tom Crockett
- Lowell Gilmore: Capitaine Elliott
- Moroni Olsen:Sam Houston
- Russell Simpson: Maynard Cole
- William Conrad: Mizette